# کلان (بروجرد)
کُلان روستایی است از توابع شهرستان بروجرد در استان لرستان. این روستا در دهستان دره‌صیدی در بخش مرکزی این شهرستان قرار دارد. 
جمعیت این روستا متناسب با فصل، متغیر است و در فصول گرم به حدود صد نفر هم می‌رسد ولی در فصول سرد جمعیتش کمتر از ۵۰ نفر است.

## جمعیت
بنابر سرشماری مرکز آمار ایران، جمعیت کلان در سال ۱۳۹۵ برابر با ۴۱ نفر بوده‌است که از این میان ۲۲ نفر مرد و بقیه زن بوده‌اند. این روستا ۱۴ خانوار دارد.